# Ohybový moment

Diagram průběhu ohybového momentu (červeně) a posouvající síly (modře) na prostém nosníku zatíženém osamělou silou uprostřed rozpětí. Diagram používá opačnou konvenci vykreslení, kladný ohybový moment je vykreslený nahoru.

Prostý nosník namáhaný ohybem

Průběh ohybového momentu při přejezdu mostu automobilem (nekonečný nosník částečně uložený na pružném podkladu)

Ohybový moment je statická veličina. Jde o moment síly způsobující ohyb prvku (trámu, desky apod.). Značí se M a základní jednotka je newton krát metr (Nm). Tato veličina se používá k dimenzování nosných konstrukcí jak ve stavebnictví, tak i ve strojírenství.
Z momentu se obvykle počítá napětí dle vzorce {\displaystyle \sigma ={\frac {M}{W}}}. Ve vzorci označuje {\displaystyle \sigma } normálové napětí (Pa), {\displaystyle M} ohybový moment (Nm) a {\displaystyle W} – průřezový modul (m³).
Vzorec pro výpočet napětí od šikmého ohybu je definován následně: {\displaystyle \sigma _{x}={\frac {M_{y}I_{z}+M_{z}\cdot D_{yz}}{I_{y}I_{z}-{D_{yz}}^{2}}}\cdot z-{\frac {M_{z}I_{y}+M_{y}\cdot D_{yz}}{I_{y}I_{z}-{D_{yz}}^{2}}}\cdot y}. {\displaystyle M_{y}} je moment k ose y, {\displaystyle M_{z}} moment k ose z, {\displaystyle I_{y}} a {\displaystyle I_{z}} jsou momenty setrvačnosti k osám y a z, {\displaystyle D_{yz}} je deviační moment a {\displaystyle y} a {\displaystyle z} jsou souřadnice vyšetřovaného bodu od těžiště průřezu.
Vztah mezi ohybovým momentem a posouvající silou udává Schwedlerova věta.
| {\displaystyle {\frac {\mathrm {d} M}{\mathrm {d} x}}=V} | \| \| \| \| \| \| \| \| | (1) |
|                                                          |                         |     |
|                                                          |                         |     |